# Plaga del 664
La plaga de 664 fue una epidemia que afectó a las islas británicas en el 664 d. C., durante la primera pandemia de peste. Fue la primera epidemia registrada en la historia inglesa, y coincidió con un eclipse solar. Fue referido por fuentes posteriores como "La peste amarilla de 664" y se dice que ha durado veinte o veinticinco años, causando la mortalidad generalizada, la perturbación social y el abandono de la fe religiosa. La enfermedad responsable era probablemente la peste - parte de la primera pandemia de la peste - o de lo contrario la viruela.
Según los Anales Irlandeses de Tigernach, la plaga fue precedida por un eclipse solar el 1 de mayo de 664 (un eclipse total de hecho ocurrió el 1 de mayo de 664 sobre América del Norte en las cercanías de Long Island, y un eclipse parcial posiblemente habría sido visible desde Irlanda). Beda también mencionó el eclipse, pero erróneamente lo colocó el 3 de mayo. Las fuentes irlandesas afirmaron que también hubo un terremoto en Gran Bretaña y que la plaga llegó a Irlanda primero en Mag Nitha, entre los Fortuatha en Leinster. Beda afirmó que la plaga primero estaba en el sur de Gran Bretaña y luego se extendió hacia el norte.

Beda escribió esto al respecto:
En el mismo año de nuestro Señor 664, ocurrió un eclipse de sol, el tercer día de mayo, aproximadamente la décima hora del día. En el mismo año, una pestilencia repentina despobló primero las partes meridionales de Gran Bretaña, y después atacando la provincia de los Northumbrians, asoló el país de cerca, y destruyó una gran multitud de hombres. Por esta plaga, el mencionado sacerdote del Señor, Tuda, fue llevado, y fue enterrado honorablemente en el monasterio llamado Paegnalaech. Además, esta plaga no prevalecía no menos desastrosamente en la isla de Irlanda. Muchos de los nobles, y de los rangos más bajos de la nación inglesa, estaban allí en ese momento, quienes, en los días de los obispos Finan y Colman, abandonando su isla natal, se retiraron allí, ya sea por el bien de los estudios sagrados, o de una vida más ascética; y algunos de ellos actualmente se dedicaron fielmente a una vida monástica, otros optaron más bien por aplicarse a sí mismos para estudiar, pasando de la celda de un maestro a otro. Los escoceses los recibieron a todos, y se encargaron de suministrarles comida diaria sin costo, así como de proporcionarles libros para sus estudios, y enseñar de forma gratuita.
Según Adomnán de Iona, un abad y santo irlandés contemporáneo, la plaga afectó a todas partes de las islas británicas, excepto por una gran área en la Escocia moderna. Adomnán consideraba a la plaga un castigo divino por los pecados, y creía que los pictos e irlandeses que vivían en el norte de Gran Bretaña se salvaron de la plaga debido a la intercesión de San Columba que había fundado monasterios entre ellos. Adomnán caminó personalmente entre las víctimas de la peste y afirmó que ni él ni sus compañeros se enfermaron.